# گنجشک برفی هنری
گنجشک برفی هنری (نام علمی: Montifringilla henrici) نام یک گونه از سرده گنجشک برفی است.